# Андерсон, Джо
Джо А́ндерсон (англ. Joe Anderson; род. 26 марта 1982) — британский актёр. Наиболее известен ролями в таких фильмах, как «Через Вселенную», «Джейн Остин», «Контроль», «Руины», «Безумцы» и «Схватка».

## Биография
Родился в Англии в семье малоизвестных актёров Майлза Андерсона и Лесли Дафф. Отец рекомендовал сыну не идти по его стопам, а найти работу со стабильным доходом, например, гробовщиком. Андерсон учился в колледже Ричмонда-на-Темзе. После окончания школы он занимался альпинизмом, изучал фотографию и хотел стать режиссёром, но на обучение у него не хватило денег, поэтому он обучался актёрскому ремеслу в Академии драматического искусства Уэббера Дугласа. Свой выбор профессии Андерсон в одном из интервью объяснил дислексией.
Актёрскую карьеру Андерсон начал в середине 2000-х годов. Первые роли играл он в Чичестерском театре, затем начал сниматься в фильмах и телесериалах. Прорыв Андерсона пришёлся на 2007 год, в котором вышел мюзикл «Через Вселенную», где Джо исполнил одну из главных ролей. В фильме Андерсон исполнил несколько песен The Beatles, хотя по собственным словам не имел значительного музыкального опыта и на роль приглашался режиссёром Джули Теймор именно как актёр, а не певец. Андерсон также сыграл значительные роли в других фильмах 2007 года, «Контроль» (Питера Хука, басиста рок-группы Joy Division) и «Джейн Остин» (Генри, старшего брата писательницы Джейн Остин). Актёр снялся ещё в одном фильме на музыкальную тематику, вновь исполнив роль басиста в картине 2008 года «Клуб 27».
Сыграл одну из ведущих ролей, помощника шерифа, в фильме ужасов «Безумцы», вышедшем на экраны в 2010 году и являющимся ремейком картины «Сумасшедшие», снятой Джорджем Ромеро в 1973 году. В 2012 году вышло два кассовых американских фильма с участием Андерсона: «Схватка» и «Сумерки. Сага: Рассвет — Часть 2». Также Джо получил одну из главных ролей в телевизионном сериале «Река», рассказывающем о поисках человека в Амазонии, однако канал ABC принял решение свернуть производство сериала после выхода восьми серий.

## Фильмография
| Год       |   | Русское название                 | Оригинальное название                 | Роль                |
| --------- | - | -------------------------------- | ------------------------------------- | ------------------- |
| 2004      | ф | Крип                             | Creep                                 | манекенщик          |
| 2005      | с | Чисто английские убийства        | Midsomer Murders                      | Макс Рэнсом         |
| 2005      | с | После смерти                     | Afterlife                             | Фил                 |
| 2005      | в | Тишина становится тобой          | Silence Becomes You                   | Люк                 |
| 2006      | ф | Переписывая Бетховена            | Copying Beethoven                     | Карл ван Бетховен   |
| 2006      | ф |                                  | Little Box of Sweets                  | Сет                 |
| 2007      | ф | Джейн Остин                      | Becoming Jane                         | Генри Остин         |
| 2007      | ф | Контроль                         | Control                               | Питер Хук           |
| 2007      | ф | Через Вселенную                  | Across the Universe                   | Макс Кэрриган       |
| 2008      | ф | Руины                            | The Ruins                             | Матиас              |
| 2008      | ф | Клуб 27                          | The 27 Club                           | Эллиот              |
| 2009      | ф | Всё или ничего                   | High Life                             | Донни               |
| 2009      | ф | Любовь случается                 | Love Happens                          | Тайлер              |
| 2009      | ф | Амелия                           | Amelia                                | Билл Штульц         |
| 2009      | ф | Адский эндшпиль                  | Rogues Gallery                        | шут                 |
| 2010      | ф | Безумцы                          | The Crazies                           | Рассел Кланк        |
| 2011      | ф | Волнение                         | Flutter                               | Джон                |
| 2012      | ф | Схватка                          | The Grey                              | Тодд Фланнери       |
| 2012      | с | Река                             | The River                             | Линкольн Коул       |
| 2012      | ф | Сумерки. Сага: Рассвет — Часть 2 | Twilight Saga: Breaking Dawn — Part 2 | Алистер             |
| 2013      | ф | Единственный выстрел             | A Single Shot                         | Авдий               |
| 2013      | ф | Рога                             | Horns                                 | Терри Перриш        |
| 2014      | ф | Геракл                           | Hercules                              | Финей               |
| 2014      | ф | Превосходство                    | Supremacy                             | Талли               |
| 2014      | с | Разделение                       | The Divide                            | Терри Кучик         |
| 2015      | ф | Родная кровь                     | Bleeding Heart                        | Коди                |
| 2015      | с | Ганнибал                         | Hannibal                              | Мейсон Вёрджер      |
| 2016      | ф | Абатуар. Лабиринт страха         | Abattoir                              | Деклан Грейди       |
| 2016—2017 | с | Изгои                            | Outsiders                             | Аса Фаррелл         |
| 2019      | ф | Обратная тяга 2                  | Backdraft 2                           | Шон Маккафри        |
| 2019      | ф | Последний шаг                    | Cold Blood                            | Каппа               |
| 2024      | с | Доктор Кто                       | Doctor Who                            | Джон Франсис Вейтер |